# Capanna Alpe d'Osola
La capanna dell'Alpe d'Osola  è una capanna alpina, situata in val d'Osura, nel comune di Verzasca, nel Canton Ticino, nella val d'Osura, nelle Alpi Lepontine, a 1.418 m s.l.m.

## Storia
Fu inaugurata nel 1986.

## Caratteristiche e informazioni
La capanna è disposta su un piano, con refettorio unico per un totale di 18 posti. Piano di cottura a legna, completo di utensili di cucina.
Riscaldamento a legna, acqua corrente in capanna, illuminazione con pannelli solari. Servizi igienici all'interno. Posti letto suddivisi in 2 stanze.

## Accessi
- Brione Verzasca 756 m - Brione Verzasca è raggiungibile anche con i mezzi pubblici. - Tempo di percorrenza: 3 ore - Dislivello: 700 metri - Difficoltà: T2
- Daghéi di Dentro 951 m - Daghéi di Dentro è raggiungibile in auto. - Tempo di percorrenza: 1,30 ore - Dislivello: 500 metri - Difficoltà: T2.

## Ascensioni
- Bocchetta di Canòva 2.226 m - Tempo di percorrenza: 3,30 ore - Dislivello: 800 metri - Difficoltà: T3.
- Monte Zucchero 2.736 m in 4 ore

## Traversate
- Alpe Spluga[1] 3,30 ore
- Rifugio Tomeo 4 ore